# Nipponaphis brevipilosa
Nipponaphis brevipilosa är en insektsart. Nipponaphis brevipilosa ingår i släktet Nipponaphis och familjen långrörsbladlöss. Inga underarter finns listade i Catalogue of Life.